# Pocobletus coroniger
Espèce
Synonymes
- Graphomoa theridioides Chamberlin, 1924
- Theridion sex-setosum Barrows, 1940

Pocobletus coroniger est une espèce d'araignées aranéomorphes de la famille des Linyphiidae.

## Distribution
Cette espèce se rencontre du Venezuela, au Panama, au Costa Rica, au Nicaragua, au Mexique et aux États-Unis.

## Description
La femelle holotype mesure 2 mm.
Le mâle décrit par Chickering en 1969 mesure 1,65 mm et la femelle 1,58 mm.

## Publication originale
- Simon, 1894 : Histoire naturelle des araignées. Paris, vol. 1, p. 489-760 (texte intégral).